# Andrea Fischer (Politikerin, 1960)

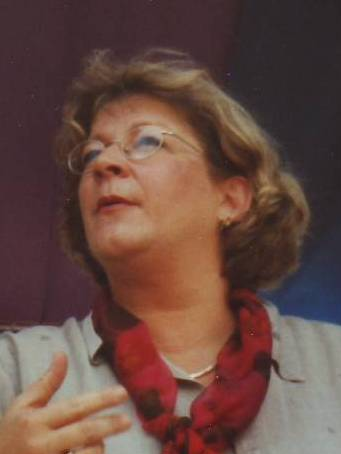
Andrea Fischer beim Christopher Street Day in Köln (2000)

Andrea Fischer (* 14. Januar 1960 in Arnsberg) ist eine deutsche Politikerin (Bündnis 90/Die Grünen) und Lobbyistin. Sie war von 1998 bis 2001 Bundesministerin für Gesundheit.

## Leben

### Ausbildung und Beruf
Nach dem Abitur schloss Andrea Fischer eine Ausbildung zur Offsetdruckerin ab. Sie war dann als Druckerin und Korrektorin tätig und absolvierte zusätzlich ein Studium der Volkswirtschaftslehre an der Freien Universität Berlin. Nach Abschluss ihres Studiums war sie als wissenschaftliche Mitarbeiterin beim Europaparlament, am Wissenschaftszentrum Berlin für Sozialforschung und bei der Bundesversicherungsanstalt für Angestellte tätig.

### Politische Laufbahn
Sie ist seit dem Jahr 1985 Mitglied der Grünen, vorher war sie Mitglied der Gruppe Internationale Marxisten (GIM), der damaligen deutschen Sektion einer von mehreren trotzkistischen Vierten Internationalen. Von 1994 bis 2002 war sie Mitglied des Deutschen Bundestages. Nach der Bundestagswahl 1998 wurde sie am 27. Oktober 1998 als Bundesministerin für Gesundheit in die von Gerhard Schröder geführte Bundesregierung berufen. Infolge der BSE-Krise trat sie am 9. Januar 2001 von ihrem Amt zurück. Wenig später wurde auch der Rücktritt des Bundeslandwirtschaftsministers Karl-Heinz Funke bekanntgegeben. In dem Film Schlachtfeld Politik von Stephan Lamby beschreibt sie, dass es massiven Druck seitens der Parteiführung gegeben habe. Der Film stellt die Frage, ob Andrea Fischer weniger wegen der BSE-Krise als zur Entlastung von Joschka Fischer nach dem Spiegel-Titel Joschkas wilde Jahre (2/2001) zurücktreten musste.
Fischer wurde als bündnisgrüne Spitzenkandidatin bei der Berliner Wahl am 18. September 2011 in die Bezirksverordnetenversammlung des Berliner Bezirks Mitte gewählt, wo sie bis zum 30. Oktober 2012 Vorsitzende der Fraktion von Bündnis 90/Die Grünen war.
Am 15. Oktober 2012 wurde Fischer von der Regionsversammlung in das vom Regionspräsidenten Hauke Jagau neu strukturierte Amt der Finanzdezernentin der Region Hannover gewählt. Sie verwaltete in diesem Amt die Bereiche Finanzen, Gebäudemanagement und Krankenhäuser. Im April 2013 übernahm sie in dieser Funktion den Vorsitz des Aufsichtsrates des Klinikums Region Hannover. Am 28. Januar 2020 gab die Region Hannover bekannt, dass Fischer nach Ende der achtjährigen Amtszeit für eine weitere Wahlperiode nicht zur Verfügung stehe und somit am 11. November 2020 aus dem Amt schied. Eigenen Angaben zufolge möchte Fischer danach als Berufsbetreuerin arbeiten.

### Lobbyismus
Nach ihrer Zeit als aktive Politikerin ist Fischer als freie Publizistin sowie als Lobbyistin in der internationalen Gesundheitspolitik tätig geworden. Von 2001 bis 2009 war sie Schirmherrin des Bundesverbandes Psychiatrie-Erfahrener. Von 2004 bis 2006 war Fischer Mitglied des Führungsstabs des Beratungsunternehmens „Institut für Organisationskommunikation“ (IFOK GmbH) und dort für den Bereich Gesundheit und Ernährung zuständig. Zuvor war sie Leiterin des Zentrums kanadischer Universitäten (CUC) in Berlin.
Fischer ist stellvertretende Vorsitzende des Kuratoriums des Instituts Mensch, Ethik und Wissenschaft.
Von 2006 bis 2009 arbeitete sie bei der PR-Agentur Pleon in München und leitete dort den medizinisch-pharmazeutischen Bereich Healthcare. Seither ist sie in diesem Bereich selbstständig tätig. Seit April 2006 war Fischer Mitherausgeberin der inzwischen eingestellten GesundheitsNachrichten, eines Fachblatts der Gesundheitswirtschaft.

### Journalismus
Von Oktober 2002 bis Ende 2003 moderierte Andrea Fischer zusammen mit dem BamS-Chefredakteur Claus Strunz die n-tv-Sendung Grüner Salon. Sie tritt regelmäßig in Sendungen des Deutschlandradio Kultur auf, wo sie Neuerscheinungen der deutschsprachigen Kriminalliteratur vorstellt.

### Sonstiges Engagement
Fischer unterstützte die im April 2009 gescheiterte Berliner Pro-Reli-Kampagne als Testimonial. Von 2008 bis zum Januar 2013 stand sie als Diözesanleiterin den Maltesern in Berlin vor.

### Religion
Als junge Frau trat Fischer aus der Katholischen Kirche aus, in die sie gut zwanzig Jahre später wieder eintrat.

## Veröffentlichungen
- Andrea Fischer, Rainer Sibbel (Hrsg.): Der Patient als Kunde und Konsument. Wie viel Patientensouveränität ist möglich? Gabler Verlag, Wiesbaden 2011, ISBN 978-3-8349-2056-0.
- Andrea Fischer: Was glaubst denn du? Die Menschen und der liebe Gott. Goldmann HC, 2008, ISBN 978-3-442-31163-7.